# Helmut Fettweis
Helmut Fettweis (* 21. Juni 1920 in Düsseldorf; † 27. Januar 2007 in Bonn-Bad Godesberg) war ein deutscher Offizier und Journalist. Er zählt zu den Mitbegründern und langjährigen Funktionären der Laienarbeit in der katholischen Militärseelsorge.

## Leben
Helmut Fettweis trat im Alter von 18 Jahren in die Wehrmacht ein und nahm am Zweiten Weltkrieg teil. Von 1956 bis zu seiner Pensionierung im Jahr 1979 war Fettweis Berufsoffizier der Bundeswehr, zuletzt im Rang eines Obersts. Von der Gründung der Bundeswehr an engagierte er sich beim Aufbau einer organisierten Laienarbeit in der Katholischen Militärseelsorge und gehörte zu den Gründungsmitgliedern des Königsteiner Offizierkreises. Ab 1962 gehörte er dem Bundesvorstand des Offizierkreises an, ab 1970 auch dem Bundesvorstand der Nachfolgeorganisation Gemeinschaft Katholischer Soldaten (GKS).
Seit der Gründung im Jahr 1960 war er Redakteur der Verbandszeitschrift Königsteiner Offizierbriefe, ab 1966 als Chefredakteur. In dieser Funktion verblieb er auch nach der Umwandlung der Zeitschrift in das Verbandsorgan der GKS unter dem Titel Auftrag bis 1990. Bis 2004 war er korrespondierendes Mitglied der Redaktion.

## Ehrungen
- Eisernes Kreuz
- Bundesverdienstkreuz (2. September 1991)[2]
- Silvesterorden[3]
- Großes GKS-Kreuz der Gemeinschaft Katholischer Soldaten (1990)[4]